# Kościół bł. Doroty w Elblągu
Kościół bł. Doroty z Mątowów w Elblągu – zabytkowa świątynia zbudowana w latach 1705–1759 w Kaczynosie. Dawny kościół mennonicki.

## Historia

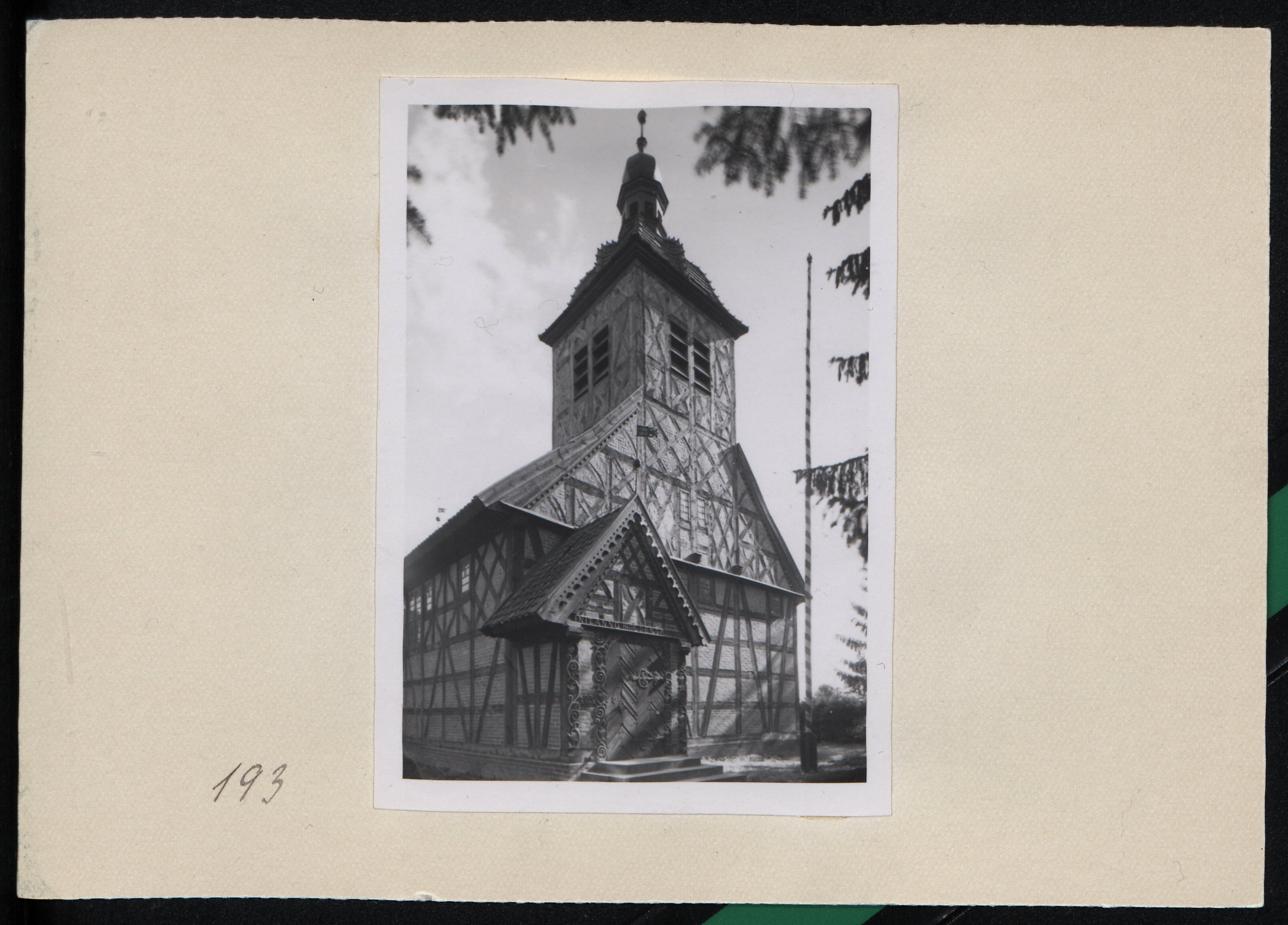
Kościół w 1935 w Kaczynosie.

Obiekt był pierwotnie kościołem mennonickim i należy do najcenniejszych zabytków barokowej architektury sakralnej z terenu Żuław. Budowla ryglowa z barokową wieżyczką. Obok kościoła został zrekonstruowany także XVIII-wieczny dwór o konstrukcji ryglowej, jeden z nielicznych obiektów architektury żuławskiej, wzniesiony w formie pałacowej. Obiekty otoczone są współczesną kalwarią Męki Pańskiej.
W latach 1981–1986 przeniesiony do Elbląga i zrekonstruowany. Konsekrowano go na potrzeby kultu katolickiego w 1986.